# 劉元徵
劉元徵，字伯诚，号梦闱，直隸大名人，清朝政治人物、進士出身。
順治十二年，登進士，历任刑部郎中。有《培园诗集》。